# Valerij Harlamov
Valerij Borisovič Harlamov (ruski: Вале́рий Бори́сович Харла́мов; Moskva, 14. siječnja 1948. – kraj Solnečnogorska, 27. kolovoza 1981.) –  ruski hokejaš na ledu, napadač koji je igrao za moskovski CSKA u Sovjetskoj hokejskoj ligi od 1967. do svoje smrti u prometnoj nesreći 1981. godine.
Premda 173 cm rastom, Harlamov je bio brz, inteligentan, vješt i dominantan igrač, proglašen je najkorisnijim igračem Sovjetske hokejske lige 1972. i 1973. godine. Također je bio nadaren klizač, koji je bio sposoban izvoditi poteze velikom brzinom. Harlamov se smatrao jednim od najboljih igrača svoje ere, kao i jednim od najvećih hokejaša svih vremena.
U međunarodnim natjecanjima, predstavljao je Sovjetski Savez na 11 svjetskih prvenstava, osvojivši 8 zlatnih medalja, 2 srebra i 1 broncu. Sudjelovao je na trima Olimpijskim igrama, 1972., 1976. i 1980., osvojivši dvije zlatne medalje i jednu srebrnu. Veći dio karijere proveo je igrajući na liniji s Vladimirom Petrovom i Borisom Mihajlovim, a ovaj trojac smatra se jednim od najboljih u povijesti hokeja na ledu.
Valerij Harlamov poginuo je u prometnoj nesreći 1981. godine. Nakon smrti, izabran je u Kuću slavnih Međunarodne hokejaške federacije, Kuću slavnih hokeja, Rusku hokejašku kuću slavnih te je izabran za jednog od napadača u izboru momčadi stoljeća Međunarodne hokejaške federacije. Trofej Harlamov dodjeljuje se svake godine najboljem ruskom hokejašu u NHL-u po izboru njegovih sunarodnjaka. Kup Harlamov dodjeljuje se prvaku doigravanja ruske juniorske hokejaške lige, a Kontinentalna hokejaška liga nazvala je po njemu jednu od svoje četiri divizije.